# Endel Puusepp
Pour les articles homonymes, voir Puusepp.
Endel Puusepp, également orthographié Endel Pusep (en russe : Эндель Карлович Пусэп), né le 1er mai 1909 et mort le 18 janvier 1996, était un pilote de chasse soviétique estonien de la Seconde Guerre mondiale ayant à son actif plus de 30 missions de bombardement de nuit contre l'Allemagne nazie. En 1942, il est décoré héros de l'Union soviétique pour avoir effectué un aller-retour Moscou-Washington, par-dessus la ligne de front, pour conduire une délégation de haut rang qui doit mener les négociations sur l'ouverture de la deuxième ligne de front,.

## Biographie

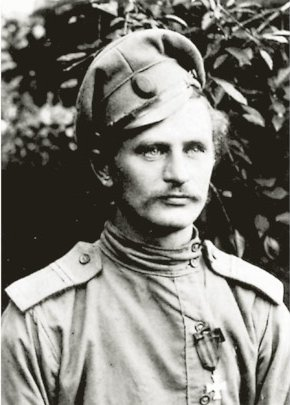
Karl, le père d'Endel, récipiendaire de la.

Endel Puusepp nait au khoutor Samovolny dans le Gouvernement du Ienisseï alors sous Empire russe (aujourd'hui le Kraï de Krasnoïarsk). Ses parents sont des paysans estoniens venus s'installer dans ce coin de Sibérie attirés par l'offre du gouvernement russe de donner à chacun autant de terres qu'il arrivera à cultiver. Ainsi, des milliers d'Estoniens s'y retrouvent et construisent leurs fermes mais ils conservent leur langue et leur culture. Depuis sa plus tendre enfance, Puusepp rêve de devenir pilote. Ses parents, toutefois, envisagent une autre carrière pour lui : celle d'un enseignant ou d'un agronome.
Après sept classes d'école primaire, Puusepp part pour Leningrad pour intégrer le Collège en formation d'enseignants estonien-finlandais.

### Carrière dans l'aviation
Après une année d'études au collège, Puusepp décide de changer de voie et s'inscrit à l'école de pilotage, d'abord à Volsk, puis à Orenbourg, où il devient instructeur une fois diplômé. Il est ensuite transféré dans un escadron nouvellement formé, spécialisé dans le vol aux instruments (en utilisant uniquement les instruments de l'avion en raison de la visibilité réduite).

### Aviation polaire
En 1938, Puusepp est un pilote aguerri, compétent dans le pilotage sans visibilité, notamment par sa participation à l'opération de recherche de l'avion de Sigismund Levanevski, disparu dans l'Arctique. Le Nord fascine tellement Puusepp qu'il décide d'y rester travailler. Il se rend à la station Pôle Nord-1 à plusieurs reprises et visite d'autres stations de l'Arctique soviétique. Il participe également à la création d'itinéraires optimaux pour les navires et à l'observation des mouvements des glaces. Lors d'une de ces missions sur la mer de Kara, Puusepp apprend le début de l'opération Barbarossa. De retour à la base, Puusepp demande son transfert sur la ligne de front.

### La Seconde Guerre mondiale

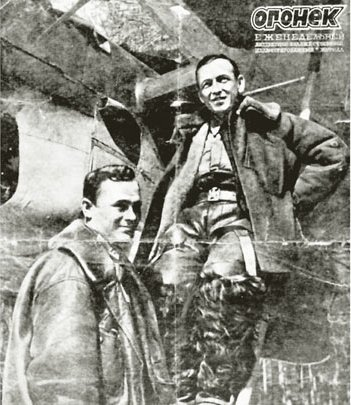
Puusepp (à gauche) en couverture du magazine Ogonyok.

Le 8 août 1941, sous le commandement de Mikhaïl Vodopianov, Puusepp participe à sa première mission de bombardement. Après avoir lâché avec succès des bombes sur Berlin et retournant à la base, son avion est gravement endommagé par l'artillerie antiaérienne, obligeant atterrissage d'urgence en Estonie, alors occupée par les nazis. À la sortie de l'avion, l'équipage rencontre un berger effrayé. Puusepp dont l'estonien est la langue maternelle, lui demande les renseignements pour réussir à s'orienter et regagner le territoire sous contrôle soviétique, en évitant les emplacements des troupes nazies. En avril 1942, Puusepp a déjà effectué 30 missions de bombardement de nuit à longue portée sur Berlin, Dantzig, et Königsberg.

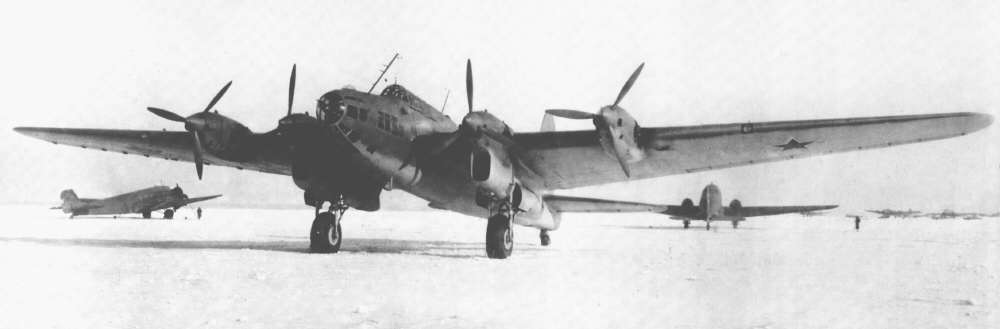
Le bombardier lourd soviétique Petlyakov Pe-8.

À cette époque, l'Union soviétique est impliquée dans les négociations avec les Alliés, concernant l'ouverture du front occidental. Il est décidé d'envoyer une délégation soviétique dirigée par le ministre des Affaires étrangères Viatcheslav Molotov, d'abord en Grande-Bretagne, puis aux États-Unis. Puusepp est choisi comme pilote pour cette opération sans précédent et très risquée, impliquant le survol de la ligne de front et des territoires sous contrôle ennemi. Le trajet jusqu'à la Grande-Bretagne effectué à l'altitude entre 3 000 et 6 000 mètres prend quinze heures. Puusepp note que la température à l'extérieur de l'appareil descend jusqu'à −45 °C. Le 29 mai 1942, après escales à Tealing, Prestwick, Reykjavik et Goose Bay, le Petlyakov Pe-8 avec la délégation soviétique à son bord atterrit à Washington. Le retour s'avère encore plus périlleux. Pour déjouer les services de renseignement nazi, au courant des négociations achevées et réduire les chances que la délégation soit interceptée sur le chemin du retour, un stratagème est utilisé employant des faux rapports publiés par la presse soviétique, annonçant le retour réussi de la délégation. C'est seulement après cette action de désinformation que l'avion se met en route pour Moscou. Pour la réussite de la mission, Puusepp est distingué héros de l'Union soviétique. Lors de la réception, il fait remarquer, surpris, qu'il n'avait pas fait quelque chose d'extraordinaire.
Il continue les missions de bombardement contre les troupes ennemies sur Stalingrad, Koursk, Orel et Belgorod.
Au cours de l'un de ces vols, Puusepp est blessé à la colonne vertébrale par un éclat d'obus. À l'issue de cinq interventions chirurgicales, il sait qu'il ne pourra pas poursuivre sa carrière de pilote et prend sa retraite des Forces aériennes soviétiques en 1946, avec le grade de colonel.

## Après guerre
Après la guerre, Puusepp s'installe à Tallinn, où il est nommé à la tête de l'Office central des transports routiers de la République socialiste soviétique d'Estonie, qu'il dirige jusqu'en 1950.
Il est élu au Soviet suprême d'Estonie en 1950-1964. Il occupe le post de ministre de l'assurance sociale de la république en 1964-1974. Il meurt le 18 juin 1996 et est enterré au cimetière boisé de Tallinn.

## Décorations
- Ordre de Lénine :
- Ordre du Drapeau rouge :
- Ordre de Souvorov :
- Ordre d'Alexandre Nevski
- Ordre de la Guerre patriotique
- Ordre du Drapeau rouge du Travail
- Ordre de l'Amitié des peuples
- Ordre de l'Étoile rouge :
- Ordre de l'Insigne d'honneur
- Médaille pour la Défense de Léningrad
- Médaille pour la Défense de Moscou
- Médaille pour la Défense de Stalingrad